# Capocollo di Calabria

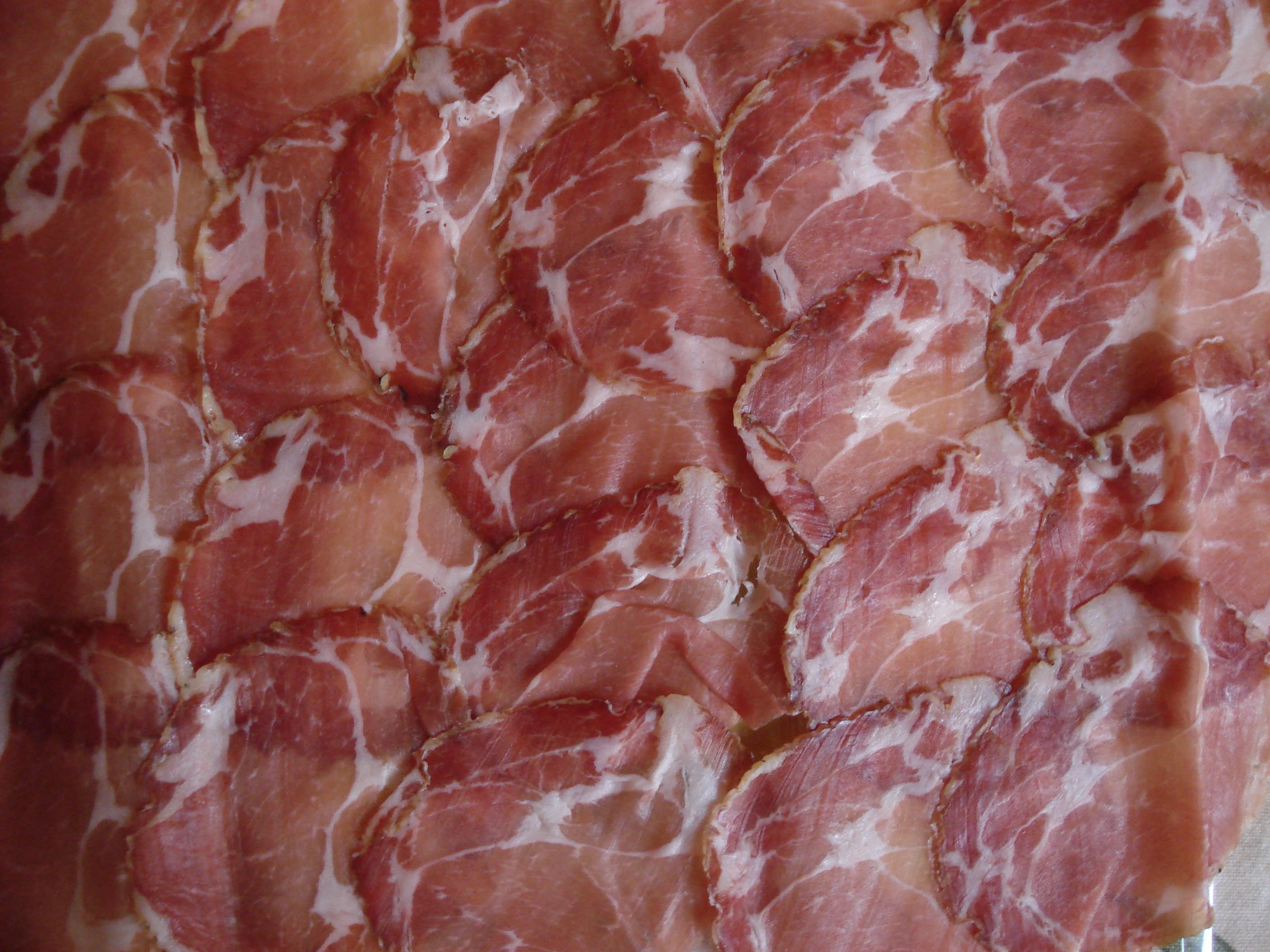

Capocollo di Calabria (deutsch etwa: Kalabrischer Schweinenacken) ist ein rohes Pökelfleischerzeugnis aus der italienischen Region Kalabrien und seit 1998 ein Produkt mit geschützter Ursprungsbezeichnung (Denominazione d’Origine Protetta) (DOP). Capocollo di Calabria ist zart im Geschmack und besitzt einen ausgewogenen, charakteristischen Geruch.

## Herstellung
Nach Herstellungsvorschrift muss der Capocollo di Calabria in Kalabrien hergestellt werden. Dabei darf nur Fleisch von Schweinen verwendet werden, die in Mastbetrieben der italienischen Regionen Kalabrien, Basilikata, Sizilien, Apulien und Kampanien geboren und in den ersten drei Lebensmonaten dort aufgezogen wurden. Die weitere Mast, die Schlachtung ab dem achten Lebensmonat und die Verarbeitung des Fleisches haben in Kalabrien zu erfolgen. 
Für die Produktion werden Schweine der autochthonen Art Apulo calabrese sowie anderer Rassen, wie Landrace, Duroc, Pietrain und Hampshire verwendet. Als Futtermittel sind Mischungen aus Gerste, Ackerbohnen, Mais, Eicheln und Kichererbsen erlaubt. Ausgeschlossen sind Futterzusätze aus Maniok und Kartoffeln sowie die Beifütterung mit Milchprodukten. Das Schlachtgewicht muss mindestens 140 kg betragen. Das Fleisch von Ebern und Zuchtsauen darf nicht verwendet werden.
Als Fleischstücke kommen ausschließlich Teile des entbeinten, von Fett durchzogenen Schweinenackens in Frage. Das Fleisch kann trocken oder nass mit Salzlake gesalzen werden. Pökelstoffe sind nicht zugelassen. Das Salzen dauert vier bis 14 Tage. Anschließend wird das Produkt mit Wasser gewaschen, mit Weinessig benässt und gewürzt. Als Gewürze sind nach Herstellungsvorschrift Salz, Pfeffer – gemahlen oder in Körnern – Peperoncino, scharfer und milder roter Paprika in Pulverform oder als Paste, Weinessig sowie natürliche Aromastoffe erlaubt. Daneben können noch einige in der EU zugelassene Lebensmittelzusatzstoffe, wie Ascorbinsäure verwendet werden.
Nach dem Würzen wird das Fleisch durch Pressen in die entsprechende Form gebracht, in Schweinedärme gefüllt und das Ganze mit Garn gebunden. Bevor der Capocollo zur Reifung in gut durchlüfteten Räumen aufgehängt wird, wird er noch abgetrocknet und die Haut durchstochen, um Luftblasen zu vermeiden. Capocollo di Calabria reift nach dem Salzen für mindestens 100 Tage, bei einer Raumtemperatur zwischen 14 und 16° und einer kontrollierten Luftfeuchtigkeit, um die Bildung von Schimmel zu vermeiden.
Der ausgereifte Capocollo di Calabria hat eine zylinderförmige Form und besitzt wegen seiner vor allem auf Paprika und Peperoncino basierenden Gewürze eine rote bis intensiv rote Färbung.  Der Aufschnitt ähnelt der Coppa. Im Einzelhandel wird er auch im Stück oder in Teilstücken angeboten.